# Duty Calls: The Calm Before the Storm
Duty Calls: The Calm Before the Storm (рус. «Долг зовет: Затишье перед бурей») — компьютерная игра в жанре трёхмерного шутера от первого лица, разработанная польской компанией People Can Fly совместно с Epic Games; являлась частью рекламной кампании, проводившейся в преддверии выхода игры Bulletstorm — фантастического шутера от первого лица, также разрабатывавшегося тандемом компаний People Can Fly — Epic Games и выпущенного фирмой Electronic Arts 22 февраля 2011 года. Игра была размещена в Интернете в начале февраля 2011 года и доступна к свободной загрузке. Новость, оповещающая о выпуске игры, размещена на сайте Electronic Arts.
Duty Calls представляет собой пародию на серию военных шутеров Call of Duty (рус. «Зов долга) и высмеивает штампы и клише, присущие как играм Call of Duty, так и прочим представителям жанра. Примечательно, что Activision — издатель серии Call of Duty, является конкурирующей компанией с Electronic Arts — издателем Bulletstorm.
За пять дней, прошедших после выхода Duty Calls, было произведено 1,25 миллионов загрузок дистрибутива с игрой (согласно официальным подсчетам). Игра была размещена на многих сайтах, включая специализированные игровые ресурсы и торрент-трекеры. Кроме того, игра была издана компанией «NeoGame», которая является известным украинским производителем «пиратской» продукции. Игра продавалась по цене 65 гривен, что было эквивалентно цене лицензионного диска с полноценной компьютерной игрой. Название, данное игре фирмой «NeoGame» (с сохранением орфографии) — «Долг Чести: Осторожно Шаг за шагом».

## Сюжет
Действие игры происходит в Кемерово, Россия. Игрок выполняет роль неназванного сержанта американской армии (в процессе прохождения уровня его несколько раз повышают в должности за заслуги). Согласно указаниям начальства, нужно выполнить некое секретное задание, уничтожив ядерное оружие, принадлежащее некоему диктатору. Цель игрока, которую ему называет начальство, такова: «Бла-бла-бла секретная база. Бла-бла-бла диктатор. Бла-бла-бла ядерное оружие. В общем, удачи».
По мере прохождения навстречу игроку выскакивают вражеские солдаты с криком: «Я — вражеский солдат», «Я тоже твой враг!» и т.д. За исключением двух солдат, противники не открывают огонь, а ждут, пока игрок их убьет (пародируется игровой процесс Call of Duty). Когда в игрока попадают, экран заливается кровью в точности как в Call of Duty: Modern Warfare 2, а диктор говорит: «Кровавый экран! Как реалистично!».
После того, как игрок находит палку, он встречает другого американского солдата, который хвалит игрока, говорит что последний достоин наград, которые будут славить его всю жизнь. Тут его сбивает машина с вражеским солдатом. Американец, упав, наигранным тоном произносит: «Я умираю!». Водитель джипа говорит: «Ты не сможешь остановить меня пока не включится замедление времени, во время которого ты убьешь меня» (пародируется известное клише в играх). Игра замедляется, игрок стреляет по машине, которая взрывается от двух выстрелов.
Изничтожив врагов, главный герой добирается до диктатора. После небольшого монолога, диктатор объявляет, что он ни за что не отдаст ядерное оружие, но отдает его после того как главный герой приказывает: «Отдай мне ядерное оружие». Мир спасен, а из поднятых вверх больших пальцев главного героя вылетают фейерверки и два американских флага, что свидетельствует о его преданности родине.
После прохождения сюжета показывается трейлер Bulletstorm.